# مولانگ
مولانگ (فرانسوی: Molang‎) نام یک شخصیت کارتونی است که در سال ۲۰۱۰ میلادی توسط «های-جی یون» خلق شد.
این شخصیت یک خرگوش کوچولوی گِرد و کنجکاو است که سرشار از زندگی و شادی است و در آغاز به صورت استیکر و ایموتیکان اینترنتی پا به حیات گذاشت، اما به‌دنبال موفقیت و محبوبیتی که کسب کرد، شرکت فرانسوی «میلیماژ» آن را خریداری کرد و در سال ۲۰۱۵ میلادی، به صورت یک مجموعه انیمه دنباله‌دار تولید و به بازار عرضه کرد. محور اصلی داستانی این مجموعه، دربارهٔ خوشبختی و خوش‌بینی است.
در این مجموعه، یک شخصیت اصلی دیگر به نام «پیو پیو» وجود دارد که یک جوجهٔ زرد کوچولوست که خجول، محافظه‌کار و حساس است و تلاش می‌کند با زحمت فراوان، هر کاری را به بهترین شکل به‌انجام رساند و خرابکاری‌های مولانگ را جمع‌وجور کند.